# Belvederer Allee 19

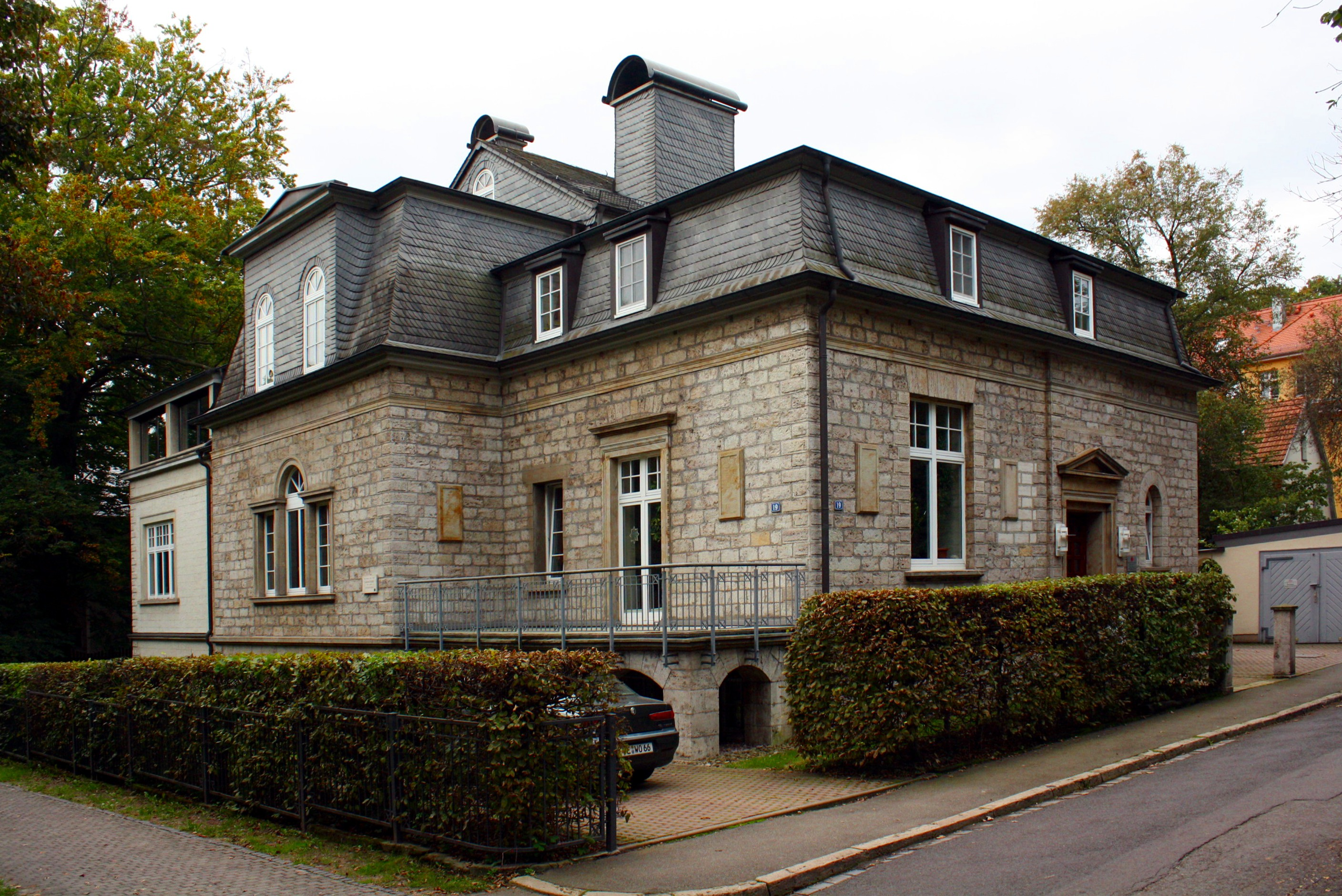
Belvederer Allee 19

Das Haus Belvederer Allee 19 in Weimar wurde 1880/81 als Villa Meinheim an der Ecke zur Kantstraße 1880/81 errichtet. Ursprünglich hatte es die Hausnummer 17. Bauherr war der Afrikareisende Gerhard Rohlfs, der von 1881 bis 1890 in dem Haus wohnte. Eine Gedenktafel erinnert an ihn. Das Haus wird vom Lebenshilfewerk Weimar/Apolda e. V. genutzt.

## Baubeschreibung und Rohlfs’ Bautätigkeit
Die historistische Villa wurde aus Travertin erbaut, was naheliegt, da es zur Bauzeit und bis etwa 1899 an der Belvederer Allee Steinbrüche gab. Markant tritt der Mittelrisalit auf der Südseite des Gebäudes hervor. An dem Risalit wurde am 5. Oktober 1997 die kleine Gedenktafel angebracht
Am Eingang stand der Name „Meinheim“, obwohl Rohlfs erster Eigentümer war und es keinen Vorbesitzer oder Bewohner namens Meinheim gab. Im Übrigen ist es nicht die erste Villa Meinheim von Rohlfs in Weimar, denn eine solche errichtete er auch in der heutigen Schopenhauerstraße. Heute ist es das Haus Schopenhauerstraße 33. Es entstand 1873. Rohlfs lebte seit 1870 in Weimar. Eine weitere Villa Meinheim errichtete er in Bad Godesberg. Das Gebäude wurde auf dem Grundstück des Gasanstaltsdirektors Röhr errichtet.
Dem Zoologen Konrad Guenther ist eine Schilderung über Besucher zu Zeiten Rohlfs wie auch über die Inneneinrichtung des Hauses in dieser Zeit zu verdanken. Guenther war Rohlfs Neffe.
Das Gebäude steht auf der Liste der Kulturdenkmale in Weimar (Einzeldenkmale) und auf der Liste der Kulturdenkmale der Südlichen Stadterweiterung in Weimar als Verwaltungsgebäude.